# 汪日章
汪日章，（1905年—1992年12月），别名荻良，中国早期油画家，曾任中国美术学院院长。浙江省奉化县（在今宁波市境）人。

## 简介
早年赴法国留学，先后在巴黎大学市政学院和法国国立最高美术学校油画系学习, 與方幹民、顏文樑、周碧初同學。1929年，毕业于法国巴黎美术学院油画系。曾先后担任上海新华艺术专科学校西画系主任和昌明艺术专科学校西画系主任。1932年4月-1938年6月，担任蒋介石侍从秘书，并兼任侍从室第四组少将组长。抗日战争时期，出任全国美术界抗敌协会理事长。1947年-1949年，担任国立艺术专科学校（今中国美术学院）校长。